# 두에인 마틴
두에인 마틴(Duane Martin, 1965년 8월 11일 ~ )은 미국의 배우이다. 농구 선수로도 활동하였다.

## 출연 작품
- 시스터 코드 (2015)
- 더 폴 레이저 쇼 (2010)
- 더 레이트 레이트 쇼 위드 크레이그 퍼거슨 (2005)
- 라이드 오어 다이 (2003)
- 딜리버 어스 프롬 에바 (2003)
- 그룸스멘 (2001)
- 애니 기븐 선데이 (1999)
- 우 (1998)
- 패컬티 (1998)
- 파킨 다 펑크 (1997)
- 스크림 2 (1997)
- 잠망경을 올려라 (1996)
- 잉크웰 (1994)
- 할렘 덩크 (1994)
- 덩크슛 (1992)